# Mallow
Mallow (irisch Mala, älter irisch Maigh Eala, Magh nAla) ist eine Stadt mit 13.456 Einwohnern (Agglomeration, Stand 2022) im County Cork im Südwesten der Republik Irland. Mallow liegt rund 35 km nördlich der Stadt Cork an der N20 im Tal des Blackwater River.

## Geschichte
Während des Irischen Unabhängigkeitskriegs kam es zu Auseinandersetzungen in der Stadt. Immer wieder wurden die Strecken der Eisenbahnverbindungen von Cork, Tralee und Waterford zum Bahnhof Mallow von Mitgliedern der IRA unterbrochen, um rasche Truppentransporte nach Mallow zu verhindern. Mallow war der einzige Ort in Irland, in dem eine Kaserne der Britischen Armee überfallen und deren Mannschaft überwältigt werden konnte. Dabei wurden von den Freiwilligen der IRA unter dem Kommando von Liam Lynch und Ernie O’Malley in den Morgenstunden des 28. September 1920 zahlreiche Gewehre und andere Schusswaffen sowie Munition erbeutet. Ein Sergeant, der versuchte, dem Überfall Widerstand entgegenzusetzen, wurde getötet. Danach wurde versucht, die Kaserne in Brand zu stecken. Am Abend übte die Britische Armee Vergeltungsmaßnahmen und brannte eine Molkerei und das Rathaus von Mallow nieder. Das Feuer in der Hauptstraße breitete sich aus, da die Bewohner durch die Ausgangssperre und die Schüsse der Soldaten am Löschen gehindert wurden. Mehrere Gebäude im Norden der Stadt brannten ab.
Am 31. Januar 1921 wurde ein Captain der Royal Irish Constabulary, George King, beim Bahnhof in einen Hinterhalt gelockt. King war erst im Jahr zuvor nach Mallow versetzt worden, weil er eine Mutter mit dem Erschießen bedroht hatte, falls sie ihm nicht den Aufenthaltsort ihrer Söhne verraten würde. Diese wurden wegen ihrer Zugehörigkeit zur IRA gesucht. Der Captain wurde schwer verletzt, seine ihn begleitende Frau starb bei dem Überfall. Polizisten und paramilitärische Black and Tans gingen daraufhin gegen Eisenbahnarbeiter vor, die nach 21 Uhr, dem Termin der Ausgangssperre, noch auf dem Bahnhof anzutreffen waren. Sie erschossen drei von ihnen. Das führte zu Gewerkschaftsversammlungen der Eisenbahner in ganz Großbritannien, ein Streik der Heizer und Lokomotivführer wurde aber schließlich abgesagt.

## Sehenswürdigkeiten
13,6 km südwestlich von Mallow liegt die Steinreihe von Beenalaght. Die sechs Steine der Reihe liegen auf einem Hügel westlich der Straße von Mallow nach Coachford.
Sehenswert sind auch die beiden Mallow Castles. Das heute noch erhaltene Schloss wurde im letzten Jahrzehnt des 17. Jahrhunderts teilweise aus den Steinen erbaut, die beim Brand des alten Schlosses im Jahr 1689 anfielen. Diese südlich des Haupthauses gelegene alte Befestigungsanlage, das Short Castle, stammt aus dem 15. Jahrhundert und wurde Ende des 16. Jahrhunderts von Sir Thomas Norreys, Lord President von Munster, restauriert und ausgebaut. Die Ruine besitzt zwei heute noch imposante Türme und enthält die Grundmauern einer Festung, die 1185 von den Normannen erbaut wurde, nachdem das Land den heimischen O’Keefes abgenommen worden war. Das neue Schloss war bis 1984 im Besitz der Nachkommen von Sir Thomas Norreys Tochter Elizabeth, deren Taufpatin Elizabeth I. war, und ihrem Gatten John Jephson. Heute ist es im Besitz der Familie McGinn aus Washington, D.C., die daraus einen Hotelbetrieb gemacht hat.
In dem kleinen Kurort Mallow findet man auch ein ehemaliges Badehaus, das Uhrenhaus, einen Brunnen mit Hundeköpfen sowie die Hauptstraße mit Erkerfenstern und die beiden Kirchen St. James und St. Mary.

## Söhne und Töchter
- John Baptist Purcell (1800–1883), Erzbischof von Cincinnati
- Paul Kane (1810–1871), Maler
- William O’Brien (1852–1928), Journalist und Politiker
- Patrick Augustine Sheehan (1852–1913), römisch-katholischer Priester und Schriftsteller
- Michael Francis Crotty (* 1970), römisch-katholischer Erzbischof und Diplomat des Heiligen Stuhls
- Eoghan Kenny (* 2000), Politiker

## Verkehr
Mallow ist ein Eisenbahnknotenpunkt im Süden Irlands. Der Bahnhof von Mallow liegt in Annabella, etwas außerhalb der Stadt. Weiter südlich treffen die Abzweigungen nach Cork und nach Tralee aufeinander. Bis März 1967 gab es auch eine Streckenverbindung nach Waterford über Fermoy, Lismore und Dungarvan.
Der Bahnhof mit drei Bahnsteigen wurde am 17. März 1849 eröffnet. Im Jahre 1922 wurde die wichtige Brückenverbindung „Blackwater Masonry Viaduct“ auf der Strecke nach Cork nach mehreren vergeblichen Anschlägen der IRA zerstört. Zuerst wurden nur zwei der zehn Bogen gesprengt, wenige Tage später jedoch die gesamte Brücke. Tausende Menschen in Mallow und Umgebung wurden arbeitslos, da die wichtige Verbindung nach Cork und nach Kerry nicht mehr funktionierte.
Als Kreuzungspunkt der N20, N72 und N73 wird Mallow als „Kreuzung von Munster“ (Crossroads of Munster) bezeichnet.